# Diva (Beyoncé)
Diva è un singolo della cantante statunitense Beyoncé, pubblicato il 20 gennaio 2009 come terzo singolo estratto terzo album in studio, I Am... Sasha Fierce per il mercato statunitense.

## Antefatti
La canzone è stata scritta e prodotta inizialmente da Bangladesh e Sean Garrett per il mixtape del primo produttore. Bangladesh aveva chiesto a Keyshia Cole di collaborare vocalmente al brano, la quale tuttavia ha declinato la proposta. Il produttore ha quindi mandato la demo del brano a Beyoncé, la quale decise di intervenire nella produzione e scrittura del testo per inserirlo in I Am... Sasha Fierce.

## Accoglienza
Adam Mattera di The Observer ha notato che Diva  potrebbe essere «un perfetto inno alle donne indipendenti» il suo testo riflette un messaggio di «coraggio e determinazione nel mondo del lavoro». Andy Kellman di AllMusic, Diva assomiglia a livello sonoro alle canzoni del 2006 di Beyoncé Freakum Dress e Ring the Alarm.

## Video musicale
Il video musicale è stato girato a fine novembre, diretto da Melina Matsoukas, che aveva già diretto altri suoi video.

### Sinossi
Il video inizia con la definizione della parola «diva». Il video, interamente in bianco e nero come i precedenti due, si svolge in vari location, tra cui alcune dove appaiono dei manichini, ed altri in cui ci sono le stesse due ballerine di Single Ladies. Il video finisce con un sottofondo strumentale di Video Phone, Beyoncé che si allontana da un'auto che sta per esplodere; poi si sente l'inizio di Video Phone, futuro singolo, e la macchina esplode.

## Classifiche
| Classifica (2009) | Posizione massima |
| ----------------- | ----------------- |
| Australia         | 40                |
| Irlanda           | 50                |
| Nuova Zelanda     | 26                |
| Paesi Bassi       | 73                |
| Regno Unito       | 72                |
| Stati Uniti       | 19                |